# Jon Ranes
Jon Ranes, connu sous le nom d'artiste Loverboy, est un rappeur et acteur norvégien, membre du groupe de rap norvégien Undergrunn.

## Biographie

### Musique
En 2018, Jon, sous son nom d'artiste Loverboy, cofonde le groupe de rap Undergrunn avec ses amis Marstein, Pus, Plaza, Rikpappa et Fretty. Le groupe s'est rapidement fait connaître sur la scène musicale norvégienne et s'est hissé en tête des charts norvégiens avec son deuxième album éponyme, Undergrunn, en 2022.
En septembre 2022, tout en faisant toujours partie du groupe, Jon se lance dans une carrière solo avec son premier album  Loverboy, sous le label Def Jam Recordings Norway. L'album l'a propulsé à la deuxième place des charts.
Il a notamment fait des feats sur des chansons telles que Aladdin (2018) et Ser Syner (2019) de Bulmboys et du collectif VNMS associé.

### Carrière en tant qu'acteur
Il a obtenu un des rôles principaux dans le film Out Stealing Horses de 2019 où il interprète la version jeune du personnage principal Trond. Pour ce rôle, il a été nommé pour les Amandaprisen 2019 dans la catégorie "meilleur acteur  masculin" et au WorldFest Houston dans la catégorie du "meilleur acteur". Il a également eu un rôle dans la série télévisée Atlantic Crossing  en 2020 et dans la série Pørni. En 2022, il joue le rôle de CD dans la série télévisée Flus.

## Discographie
- Loverboy (2022)
- Loverboy & The Heartbreakers (2023) - EP

## Filmographie
- 2019 : L'Été où mon père disparut (Out Stealing Horses, film) : Trond à 15 ans
- 2020 : Atlantic Crossing (série télévisée) : Otto
- 2021 : Quand les mouches dorment (court métrage) : Iver
- 2021-2022 : Pørni (no) (TV-série) : Leo
- 2022 : Flus (TV-série) : CD
- 2023 : Konvoi (film)